# 尖吻圆腹鲱
尖吻圆腹鲱（学名：Dussumieria acuta），又名尖尾圓腹鯡，为鲱科圆腹鲱鱼属的鱼类，俗名尖嘴。分布于印度洋北部沿海、东至中国、日本、南至印度尼西亚、新几内亚以及南海、台湾海峡等海域，属于暖水性中上层鱼类。该物种的模式产地在孟买、科罗曼德尔。